# Meister Michael (Buchmaler)
Meister Michael (nachweisbar 1422 bis ca. 1450) war ein in Österreich tätiger Buchmaler.
1419 begannen in Böhmen die Hussitenkriege, was die Verheerung vieler kirchlicher Einrichtungen, vor allem Klöster, zur Folge hatte. Die bis dahin florierende böhmische Buchmalerei kam zum Erliegen und viele Illuminatoren wanderten in umliegende Länder aus. Nachdem Meister Michaels Stil von der böhmischen Buchmalerei beeinflusst ist, könnte auch er unter den Ausgewanderten gewesen sein. In Österreich kam er mit dem sogenannten Meister des Kemnitzer Stadtbuches in Kontakt. 1422/23 ist Michaels Name erstmals in den Rechnungsbüchern des Stifts Klosterneuburg verzeichnet, wo sein Lohn für ein Werk dokumentiert wurde und wohin er entweder über den Wiener Hof oder über die Zisterziensermönche des Klosters Sedlec, welche 1421 ebendort hin flohen, gekommen war. In Klosterneuburg ist Meister Michael bis 1438 nachweisbar, 1446 hielt er sich im Stift Melk auf, wo er eine Grammatik für den jungen Ladislaus Postumus ausmalte. Nach 1450 verliert sich seine Spur, über Michaels weitere Biographie ist ansonsten nichts bekannt.

## Werke
Meister Michael können rund 50 Handschriften zugeordnet werden, die sich zum größten Teil in Wien, Graz und im Stift Klosterneuburg (9 Stück) befinden. Einige seiner Werke befinden sich in Bibliotheken in München, London und Los Angeles. Hervorzuheben ist das Klosterneuburger Antiphonar, ein vierbändiges Gesangbuch von immensen Ausmaßen: Die vier Bände sind etwa 60 cm hoch, 40 cm tief und 25 cm dick. Michael illuminierte dieses Werk gemeinsam mit einem Maler Nikolaus und einem Maler Veit, der eventuell mit dem Meister des Kemnitzer Stadtbuches identisch ist.
- Klosterneuburger Antiphonar, Klosterneuburg, Stiftsbibliothek Cod. 65–68
- Missale aus dem Collegium ducale in Wien, um 1420–30, Los Angeles, J. Paul Getty Museum, Ms. Ludwig V 6[1]